# Space Police: Defenders of the Crown
Space Police: Defenders of the Crown är det tyska power metal-bandet Edguys tionde studioalbum, utgivet i april 2014 på Nuclear Blast Records och i Japan på Avalon.
Albumet föregicks av singlarna "Sabre & Torch" och "Love Tyger", den senare med tillhörande musikvideo.
Skivan nådde plats 2 på den tyska topplistan, vilket innebar bandets bästa placering någonsin. På den svenska listan nådde albumet plats 28.

## Låtlista (digipakutgåvorna)
CD 1
1. "Sabre & Torch" – 5:00
2. "Space Police" – 6:00
3. "Defenders of the Crown" – 5:39
4. "Love Tyger" – 4:26
5. "The Realms of Baba Yaga" – 6:07
6. "Rock Me Amadeus" (Falco-cover) – 3:20
7. "Do Me Like a Caveman" – 4:09
8. "Shadow Eaters" – 6:08
9. "Alone in Myself" – 4:36
10. "The Eternal Wayfarer" – 8:50

CD 2
1. "England" – 4:28
2. "Aychim in Hysteria" – 4:03
3. "Space Police" (progressive version) – 6:03
4. "Space Police" (instrumental version) – 6:02
5. "Love Tyger" (instrumental version) – 4:27
6. "Defenders of the Crown" (instrumental version) – 5:41
7. "Do Me Like a Caveman" (instrumental version) – 4:11

## Medverkande
Musiker
- Tobias Sammet – sång, keyboard
- Jens Ludwig – leadgitarr
- Dirk Sauer – rytmgitarr
- Tobias Exxel – basgitarr
- Felix Bohnke – trummor

Bidragande musiker
- Oliver Hartmann – bakgrundssång
- Michael "Miro" Rodenberg – keyboard

Produktion
- Sascha Paeth – producent, inspelningstekniker, mixning, mastering
- Michael "Miro" Rodenberg – inspelningstekniker, mastering
- Arne Wiegand – inspelningstekniker
- Ole Reitmeier – inspelningstekniker
- Dan Frazier – omslagskonst
- Thomas Ewerhard – design, layout
- Alex Kuehr – foto
- Stefan Malzkorn, Hans-Martin Issler, Axel Jusseit, Thorsten Hilse, Stefan Glas, Friso Gentsch – livefoto